# Scenario IV: Dread Dreams
Scenario IV: Dread Dreams è il quarto album in studio del gruppo musicale giapponese Sigh, pubblicato nel 1999 dalla Cacophonous Records.

## Tracce
1. Diabolic Suicide – 7:31
2. Infernal Cries – 4:35
3. Black Curse – 8:22
4. Iconoclasm in the 4th Desert – 7:30
5. In the Mind of a Lunatic – 4:34
6. Severed Ways – 8:05
7. Imprisoned – 5:17
8. Waltz: Dread Dreams – 1:22
9. Divine Graveyard – 5:47

## Formazione

### Gruppo
- Mirai Kawashima – voce, basso, tastiere, vocoder, programmazione, campionamenti
- Shinichi Ishikawa – chitarra, chitarra acustica
- Satoshi Fujinami – batteria, percussioni